# 신론
신론이란 일반적으로 기독교 신학의 중요한 연구 분야로 성경에 계시된 기독교의 하나님에 대한 성경적-신학적 연구분야이다. 삼위일체 하나님의 본질과 하나님의 사역을 다루는 학문이다.

## 신론 주제들
기독교 신학에서 필수적으로 다루는 신론의 분야는 다음과 같다.
- 하나님의 본질
- 계시된 하나님의 정의
- 하나님의 존재에 대한 논증들
- 하나님의 명칭들
- 하나님의 속성
  - 비공유적 속성(절대적 속성)
  - 공유적 속성(보편적 속성)
- 삼위일체
- 하나님의 사역
- 창조
- 섭리

## 하나님의 본질
하나님의 본질은 즉 참된 하느님은 어떤 분인가에 대한 논의이다.

### 현대신학자들의 신 개념
오늘날도 현대 신학자들의 설명에서 신 개념은 충분하게 인식되지 못하고 있다.
- 바르트 - 변증법적인 방법으로 인식할 수 없는(incognitio) 초월적 하나님을 주장한다. 절대 타자(the Wholly Other)의 하나님을 말한다.
- 브루너 - 절대적인 인격자, 절대타자로서 초월성을 강조한다.
- 불트만 - 하느님은 인간 삶에 대한 우리의 진술이다. 누군가 하나님을 말하는 것은 자기 자신에게 말하는 것이다. 실존주의적으로 이해한다.
- 틸리히 - 신은 상징적인 존재이며, 신은 존재의 기반이라 한다.
- 폴 반 뷰렌 - 포스트모더니즘의 영향으로 ‘신의 죽음’을 주장한 알타이저처럼 역사적 사건으로 보지 아니하고 언어분석학적으로 볼 때 신 개념이란 무의미하다고 한다.
- 몰트만 - 미래에 약속의 방법으로 자신을 나타내는 미래의 존재자, 세계 앞에 있는 존재자라고 한다.
- 볼프하르트 판넨베르크- 보편사적 초월과 역사의 종말에 가서 신으로 나타나는 분이라고 한다.

#### 비판과 적용
현대 신학자들은 처음부터 신 개념을 연구하는데 있어서 성경을 토대로 하지 않았기 때문에 그 결과가 형이상학적, 실존적, 세속사적인 형태로 나타난다. 과연 이들의 신관이 얼마나 우리에게 도움이 될 것인가를 생각해 본다면 얼핏 건질 것이 없겠으나, 현대인들이 어떻게 하느님을 생각하는지 그들이 어떤 주장에 귀를 기울이는지 알 수 있다. 단지 우리는 선별적으로 그들의 주장을 성경의 눈으로 살펴서 도움이 된다면 이용도 가능할 것이다.

### 하나님에 관한 지식
유한한 인간은 무한하신 하느님에 대하여 완전한 지식을 가질 수 없다. 그러나 인간은 신을 전혀 모르는 상태에 있지 않다. 왜냐하면 비록 모든 것을 계시하신 것은 아니지만 성경을 통해 인간의 구원에 필요한 만큼은 밝히 계시하셨기 때문이다. 따라서 인간은 신에 대해 불가해성은 주장하더라도 불가지론은 결코 받아들일 수 없다. 즉 하느님이 허용하신 범위 내에서 부분적인 지식은 가질 수 있다는 것이다. 이 지식은 부분적이지만 참되고 진실하다.
하느님에 대한 완전한 이해는 불가능하다. 루터의 표현을 따르면 ‘숨은 하느님’ (deus absconditus)이시다. 스콜라주의자들도 본성(quid, 하느님의 본질)과 속성(qualis)을 구별하여 인간은 본질적인 존재 안에 계신 하느님이 어떤 분이신가를 알 수 없으나, 그가 자신의 신적인 속성들 안에서 자신을 계시하실 때는 그의 본성과 본질에 대하여 알 수 있다고  주장하였다. 즉 참으로 하느님이 누구신가에 대해서는 이해의 한계가 있다. “자네가 하느님의 신비를 파헤칠 수라도 있단 말인가? 전능하신 분의 무한하심을 더듬을 수라도 있단 말인가?”(욥기 11:7) 이사야는 말한다. “하느님의 누구의 모습이라도 닮았다는 말이냐? 어떤 모습이 그를 닮을 수 있다는 말이냐?”(이사야 40:18) 그러나 인간은 하느님을 인식할 수 있다. 계시된 하느님(deus revelatus)을 이해할 수 있다. 그가 주신 말씀을 통하여 나타난 하느님에 대한 부분적인 지식에 대하여 참된 하느님에 대한 진실 된 지식을 가질 수 있다. 예수님은 영생을 소유한 사람은 하느님을 안다고 하셨다. “영원한 생명은 곧 참되시고 오직 한 분이신 하느님 아버지를 알고 또 아버지께서 보내신 예수 그리스도를 아는 것입니다.”(요한 17:3)
유한은 무한을 파악할 수 없다(finitum non possit capere infinitum). 칼빈은 하느님의 신성은 모든 인간의 감성들을 완전히 벗어나기 때문에 우리가 하느님의 본질을 이해할 수 없다고 한다. 오직 성령의 조명에 의해서 특별 계시로부터 그에 대한 참된 지식을 얻을 수 있다.

#### 본유적 혹은 생득적 지식
인간이 하느님에 관한 일반적인 지식을 소유할 수 있는 능력은 정상적인 상태에서 인간이 계시와 접촉할 때 자발적으로 성장한다. 성령의 인도 하에 성화되어가는 이성의 작용으로 신에 대한 지식이 증가할 수 있다. 하나님의 형상으로 창조될 때 인간에게 심어진 종교의 씨(religionis semen)가 성령님의 영향 하에서 이 지식을 발생시킨다.

#### 후천적 지식
이 지식은 일반 계시와 특별 계시로부터 나오는 것으로 하느님의 지식에 대한 의식적이며 끊임없는 추구의 결과로 생겨진다. 감각과 반성, 논구와 토의의 과정을 통하여 얻어지고 인간 의지의 자발적인 탐구와 노력이 필요하다. 하느님의 자기 계시로 말미암아 하느님의 존재에 대한 참 지식을 소유할 수 있다.

## 계시된 하나님의 정의
- 순수한 영

- 인격적인 분

- 무한히 완전하신 분

- 완전하게 단일하신 분

## 신의 존재 논증
신의 존재에 대한 증명은 역사적으로 다음과 같은 종류가 있다. 특별히 아리스토텔레스의 철학에 근거한 토마스 아퀴나스의 다섯 가지 길은 유명한 논증이다. 이 모든 논증들은 신의 존재를 명확하게 증명하지는 못한다. 다만 중생한 사람들이 특별계시인 성경을 통해서 이런 논증들의 유익을 얻을수는 있다있다
1. 존재론적 논증 - 인간은 불완전하고 상호간에 관련이 있으므로 완전무결하다고 생각되는 것, 즉 신이 존재해야만 한다.
2. 우주론적 논증 - 자연계의 인과관계(因果關係)를 거쳐 계속하여 원인을 규명해 나간다면 최초의 제1원인으로서의 신을 시인하지 않을 수 없다.
3. 목적론적 논증 - 자연이 어디까지나 목적에 적응한 질서를 지니고 있는 이상, 자연 전체의 설계자로서의 신이 존재해야만 한다. 자연신학적 논증이라고 한다.
4. 도덕적 논증 - 우리에게 그 실행을 강력히 요구하는 도덕 법칙의 원천으로서 신을 생각할 수 있다.
5. 역사적 논증 - 모든 민족이 보편적인 현상으로 예배나 제사와 같은 의식을 통해 갖는 신에 대한 감정 즉 종교성(종교의 씨앗)을 갖고 있으므로 신은 존재한다고 한다.
6. 미학적 논증 - 미술의 진리가 될 수 있으며 미를 통하여 신의 존재를 증명하는 방법이다.
7. 지적설계 논증 - 신의 의도 즉 지적인 존재자의 설계에 따라서 만물이 존재하게 되었기에 신은 존재한다고 주장한다.
8. 믿음의 유추 - 오직 성경을 하느님의 말씀으로 받아들일 때 성령의 역사로 하느님의 존재하심을 믿게 되는 방식이다.

## 하나님의 명칭들
하나님은 여러 이름들을 통하여 자신의 성품의 일면을 계시하신다.
1. 기본적인 구약의 이름
1) 엘,  엘로힘
```
 '엘'은 '강한 자'란 뜻을 갖는 가장 단순한 이름으로서, 강하신 분으로서의 하느님을 나타낸다. 한편 '엘로힘'은 하느님에 대한 가장 보편적 이름이며, 이 이름 어미(語尾)의 복수형은 장엄 복수(莊嚴 複數)로서 그분이 이방신과는 비교될 수 없는 절대적 경외의 대상임을 강조한다.
```

2) 야훼(여호와)
```
 '스스로 있는 자'란 뜻으로서 오직 하느님에게만 사용되는 고유명사이다(출애 3:14). 이 이름은 하느님의 자존성(自尊性)과 거룩성 및 영원 불변성을 강조한다. 특히 이 이름은 이스라엘 백성과의 언약의 주체로서의 하나님을 가리킬 때 조로 사용된다.
```

3) 아도나이
'주'(主)라는 뜻을 갖는 이 이름은 인간에게도 사용되지만, 하느님에게 사용될 때는 인간을 포함한 전(全)피조 세계에 대한 소유자 혹은 통치자를 가리킨다.
2. 복합적인 구약의 이름
1) 엘의 복합어
```
  ⑴ 엘 솨다이 ― 전능하신 하느님(창세 17:1;28:3).
  ⑵ 엘 엘론 ― 지극히 높으신 하느님(창세 14:19).
  ⑶ 엘 올람 ― 영원하신 하느님(사 40:28).
  ⑷ 엘 로이 ― 감찰하시는 하느님(창 16:13).
```

2) 야훼의 복합어
```
  ⑴ 야훼 이레 ― 야훼께서 준비하심(창 22:14).
  ⑵ 야훼 니씨― 야훼는 나의 깃발(출애 17:15).
  ⑶ 야훼 샬롬 ― 야훼는 나의 평화(판관 6:24).
  ⑷ 야훼 라파 ― 야훼께서 치료하심(출애 15:26).
  ⑸ 야훼 삼마 ― 야훼, 여기 계심(에제 48:35).
  ⑹ 야훼 치드케누 ― 야훼, 우리를 되살려주시는 이(예레 23:6).
  ⑺ 야훼 로이 ― 야훼는 나의 목자(시편 23:1).
  ⑻ 야훼 체바오트 ― 만군의 야훼(1사무 1:3).
  ⑼ 야훼 마케 ― 멸망시키시는 야훼(에제 7:8).
  ⑽ 야훼 엘 게물로트 ― 야훼는 보복의 하느님이심(예레 51:56).
  ⑾ 야훼 메카디쉬켐 ― 너희를 거룩하게 하시는 하느님(출애 31:13).
```

3. 신약의 이름
1) 데오스(Θεός)
```
 구약의 '엘'이나 '엘로힘'의 번역어이다. 그러나 '엘'이나 '엘로힘'은 민족적 종교 공동체로서의 이스라엘과 관계하여 주로 사용되었으나, 이것은 신자 개인과 관계하여 사용된다.
```

2) 퀴리오스(Κύριος)
```
 '주님'을 의미하며 구약의 아도나이와 동일하다. 신약에서는 성부에게보다도 예수 그리스도에게 더 많이 사용된다.
```

3) 파테르(Πατέρα)
```
 '아버지'란 의미가 있으며, 신자 개인에게 영적 혹은 육적 도움이 되시는 아버지로서 성부 하느님을 지칭한다(마태 6:6;로마 8:15).
```

## 하나님의 속성
하나님의 속성
하나님의 속성(attributes of God)이란 기독교 신학에서 논의되는 하느님의 고유한 속성(성품)이다. 많은 개혁주의 신학자는 공유적 속성(인간이 가질수 있는 성품)과 비공유적 속성(인간이 가질수 없는)을 구분한다. 도널드 맥로드는 이런 구분은 인위적이며 잘못될 수 있다고 주장한다"
웨스트민스터 소요리문답은 하느님의 속성을 다음과 같이 열거한다. "하느님은 영이시며, 그의 존재하심과 지혜와 권능과 거룩심과 공의와 선하심과 진실하심이 무한하시고, 영원하시며, 변함이 없으신 분이다."웨스트민스터 대요리문답은 하느님은의 속성은 이해할 수 없으며, 편재하시며, 그리고 모든 것을 아시는 분이시다. 그러나 이견해는 기독교적이지 않다라는 비판이 있다.

### 비공유적인 속성

#### 독립성 혹은 자존성
하느님은 다른 피조된 존재의 도움이 필요없이 스스로 존재한다는 것이다. 스스로 독립하며 자존하시는 분이시다.

### 영원성
하느님의 영원이란 시간을 넘어선 그의 존재에 관한 것이다. 시편 90:2에서 웨인 그루뎀은 하느님은 시작도, 끝도, 혹은 그의 존재의 이어지는 순간도 없으시다. 그는 모든 시간을 질적으로 생생하게 보고 계신다. 그러나 하느님은 시간속에서 사건과 시간속에서 행위를 보신다고 진술한다. 계시록에서는 그를 알파이자 오메가라고 표현한다. 하느님의 영원성은 그의 무한성의 개념이다.

### 공유적인 속성
- 하나님의 지식
- 하나님의 지혜
- 하나님의 선
- 하나님의 사랑
- 하나님의 거룩하심
- 하나님의 의
- 하나님의 진실성
- 하나님의 주권
- 하나님의 자비 - 하나님의 자비는 기독교의 핵심이다. 출애굽기 34:5-6에서 야훼 하느님은 자비와 은혜의 하느님이시다라고 말한다.Exodus 34:5-6[8]

## 삼위일체
삼위일체라는 신학적 용어는 성경에서는 없지만 의미를 전달하는 성경적 근거는 구약성서와 신약성서에 많이 나타나 있다.  신학적으로 삼위일체를 정의한다면 하느님은 본질(essence)에서 한분이시지만 인격적 존재(위격)
에서는 성부(聖父), 성자(聖子), 성령(聖靈)이라는 삼위(3 Persons, 세 위격, 세 인격)로 존재하며 영광과 권위와 권능에서는 동일하시다라는 것이다. 삼위일체라는 구약에서 하느님의 복수적 형태, 여호와와 그의 영, 하느님과 주, 그리고 이사야서 53장가 같은 곳에서 다양한 방식으로 나타난다.  삼위일체의 각각의 존칭이 나타는 곳은 신약성경 2고린 13: 13인데 여기서  "주 예수 그리스도의 은총과 하느님의 사랑과 성령께서 이루어주시는 친교를 여러분 모두가 누리시기를 빕니다."라는 진술에서 삼위일체가 분명하게 제시되고 있다. 물론 삼위일체라는 용어는 후대 교회에서 사용하였다. 또 신구파를 막론한 대다수의 기독교는 삼위에 대한 개념이 요한의 복음서 등에서 간접적으로 암시함(아버지와 아들이 하나라는 표현이 자주 나옴)을 주장하며 옹호하고 있다.삼위일체 교리는 로마 가톨릭교회가 325년에 제1차 니케아 공의회와 381년 콘스탄티노폴리스 공의회에서 정통 교리로 확정하면서 기독교의 공식적인 교리로서 처음 자리를 잡았다.
기독교의 삼위일체 교리는 성자, 즉 그리스도의 탄생과 죽음, 부활사건에서 시작되었다. 기독교의 경전 중에서 요한의 복음서에서 그리스도의 선재와 성령의 오심을 설명하여 삼위의 개념을 다루고 있다. 사상적 개념으로는 기독교 초기의 환경이었던 유대교, 다신론, 영지주의 등의 배경에서 예수 그리스도가 하느님의 아들로 보내어졌고, 아들이 이 땅에 존재했으며, 십자가에 못박혀 죽고 부활한 후에도 함께 하시는 주, 즉 기독교가 고백하는 주에 대한 새로운 설명이 요청되었다. 특히 영지주의의 유출설과 마르키온주의의 이원론은 그리스도론을 뒤흔드는 사건이었고, 이 문제를 해결하기 위한 신학적 개념이 필요했다. 이 새로운 개념은 흔히 325년 니케아 공의회와 381년 콘스탄티노플 공의회에서 동일본질이라는 예수와 성부가 동일 본질이라는 관념을 더욱 발전시키고 논리적으로 체계화 시켜 삼위일체로써 확정했다. 니케아 공의회 이전부터 교부들 사이에서 받아들여지던 유사본질의 “동질적이고 하나의 실체로 된 아들과 아버지”라는 관념에 도전하여 삼위일체를 부인한 아리우스는 제1차 니체아 공의회에 의하여 파문되었다.

## 하나님의 사역
- 작정
- 예정
- 창조
- 섭리

## 같이 보기
하나님의 속성
기독교의 하나님